# Геральт из Ривии
Ге́ральт из Ри́вии (пол. Geralt z Rivii) — главный герой фэнтезийного литературного цикла «Ведьмак», написанного Анджеем Сапковским.
Геральт — один из последних «ведьмаков», охотников на монстров; перенесённые «мутации» придают ему сверхчеловеческие способности.

## Внешность
Первое и единственное описание внешности Геральта встречается в книге «Последнее желание»:

Незнакомец не был стар, но волосы у него были почти совершенно белыми. Под плащом он носил потёртую кожаную куртку со шнуровкой у горла и на рукавах. Когда сбросил плащ, стало видно, что на ремне за спиной у него висит меч. Ничего странного в этом не было, в Вызиме почти все ходили с оружием, правда, никто не носил меч на спине, словно лук или колчан.— Последнее желание, глава 1
Йеннифэр описывает его как своеобразно красивого, однако многие другие персонажи Саги говорят, что лицо у Геральта неприятное. Мнение Йеннифэр часто разделяют встречавшие ведьмака женщины. Сам Геральт считает, что ухмылка у него бывает на редкость гнусная (в частности, когда доплер Дуду принял облик Геральта и ведьмак невольно взглянул на себя со стороны).

### Шрамы
Всё тело ведьмака покрыто шрамами от ранений, полученных в схватках с монстрами и людьми. В литературной Саге упоминаются несколько конкретных ранений, и, соответственно, шрамов:
- один Геральт получил от стрыги, которая ранила его в шею в ходе событий рассказа «Ведьмак»;
- другой рубец, пересекающий грудь, упоминает Йеннифер в рассказе «Последнее желание», спрашивая, не попадал ли ведьмак под пилу на лесопилке;
- шрам на левом предплечье, доходящий до локтя, Геральт получил в схватке с рыболюдьми в ходе рассказа «Немного жертвенности»;
- ещё один Геральт получил в ходе рассказа «Нечто большее», когда был ранен накерами в бедро;
- в книге «Кровь эльфов» в схватке с братьями Мишеле ведьмак получил неопределённое ранение в плечо, которое поначалу не заметил из-за принятых эликсиров;
- в конце книги «Башня Ласточки» Геральту отрывает ухо арбалетным болтом, хотя, очень вероятно, что оно было возвращено магией Фрингильи Виго;
- последний шрам на груди от ранения вилами, которое ведьмаку нанёс парень по имени Роб.

В играх Геральт имеет четыре шрама на лице;
- первый пересекает лоб, левую бровь, глаз и спускается к щеке (Геральт упоминает, что этот шрам ему нанёс куролиск из Спаллы, вероятно, в период преследования им Дикой Охоты в 1269 году);
- горизонтальный шрам над правой бровью;
- косой шрам в верхней части носа;
- вертикальный шрам, параллельный линии носа справа от него.

Особо заметными шрамами на теле являются:
- шрам от укуса, нанесённый существом-гуманоидом, на левой трапециевидной мышце;
- глубокий вытянутый шрам в левой верхней части груди;
- большой безобразный шрам в виде неравноконечной звезды справа на груди;
- три небольших, но глубоких круглых шрама на груди и на животе от удара вилами, который нанёс Роб;
- параллельные шрамы от четырёх когтей в левой нижней части живота и на боку;
- параллельные шрамы от трёх когтей в левой нижней части груди, на внутренней стороне левого предплечья и также три огромных косых шрама от когтей во всю спину.

В первой части игры у Геральта вовсе не было шрамов на теле, поскольку он носил рубашку, а модель Белого Волка со шрамами была добавлена во второй части игры. В третьей же части шрамы были сглажены и обесцвечены, а потому стали менее заметными. В дополнении «Каменные Сердца» Шани упоминает, что за период с 1271—1272 гг. у Геральта добавилось 27 шрамов.

### Одежда
Святой Лебеда! Этот оборванец, похоже, и есть славный ведьмак!— Туссентская дворянка об одежде Геральта
Белый Волк одевается в чёрную кожаную куртку до середины бедра, покрытую серебряными клёпками на плечах и манжетах (такие куртки любят носить новиградцы, а единственная покупка куртки Геральтом сделана именно в Новиграде), носит высокие сапоги, за голенище обычно затыкает кинжал. Перед боем надевает длинные перчатки с шипами на костяшках и, как и куртка, обшитые серебряными клёпками. Клёпки выполняют роль пластин доспеха, а шипованные перчатки Геральт использует как кастет. В зависимости от погодных условий надевает шерстяной плащ. Лютик упоминает, что Геральт частенько ходит в сущих лохмотьях, видимо, из-за недостатка денег, либо же из-за пренебрежительного отношения к собственному внешнему виду. Поскольку Геральт вынужден тратить значительную часть заработка на жизнь в постоялых домах и корм лошади, Геральт старается не тратиться на одежду, если она не сильно повреждена. Доход ведьмака зависит от платы за контракты на монстров, в случае «простоя» Геральт иногда продаёт часть гардероба. Например, перед боем с рыболюдьми ведьмак расстался с золотым перстнем-печаткой (так что полностью назвать Геральта не стремящимся щегольнуть нельзя). Носит на шее серебряный медальон в форме оскалившейся волчьей головы на серебряной цепочке — знак принадлежности к цеху ведьмаков. За спиной, на ремне, косо пересекающем грудь, Геральт носит меч (один в книгах, меняя стальной на серебряный в разных ситуациях, два в играх и в книге «Сезон гроз»).
После Таннедского бунта и поражения от Вильгефорца Геральт какое-то время лечится у дриад в Брокилоне и получает от них новую эльфскую одежду — болотную куртку с лиственными мотивами и серый плащ. Впоследствии он переодевается в привычную кожаную куртку вскоре после прибытия в Туссент.
В играх Геральт имеет возможность одеваться в огромное количество разнообразных курток и дублетов, от обычных кожаных курток до доспехов эльфов из другого мира, прославленных полководцев и традиционных наборов доспехов разных ведьмачьих школ.

## Имя
В беседе или при знакомстве Геральт предпочитает представляться коротко: «Геральт из Ривии». Имя ему дала мать, однако сам он большую часть жизни полагал, что получил его от своего наставника — Весемира. Стремясь обрести хотя бы иллюзорную точку своего происхождения, Геральт не только назвался выходцем из Ривии, но и блестяще научился подражать ривийскому акценту, хотя на самом деле никакого отношения к указанному королевству не имел и выбор сделал путём импровизированной жеребьёвки:

Вытягивал прутики, помеченные разными звучными названиями.
— Крещение огнём, глава 7
Кроме того, по мнению ведьмака, люди охотнее доверяют Геральту из Ривии, а не странному пришельцу без родины. По странному стечению обстоятельств выбранный им способ представления позже получил вполне официальное основание: в ходе второй войны королевств Севера с Нильфгаардом подлинный рыцарский титул — «Геральт Ривский» — был пожалован ведьмаку Мэвой, королевой Ривии, за Битву-у-моста, сражение, в котором ведьмак и его друзья приняли участие не по своей воле. Именно Геральту и одному из его спутников, Кагыру Мауру Дыффин аэп Кеаллаху, удалось не только удержать переправу, подняв моральный дух отступающей ривийской пехоты, но и перейти к контратаке, которую поддержали отступающие с другого берега ривийские рыцари, руководимые самой королевой. Впрочем, Геральт стремился найти Цири и достаточно быстро покинул лагерь королевы Мэвы, отчего и не успел составить его герб. Однако, прибыв в Туссент, Геральт представился патрулю туссенских рыцарей уже как «рыцарь Геральт», объяснив, что путешествует, скрывая свой герб.
Однажды, в разговоре с Регисом, Геральт упомянул якобы своё настоящее, многочленное имя. Однако вряд ли оно было настоящим — скорее, придуманным в детстве, из того же желания иметь имя, по которому можно судить либо об общественном статусе, либо о месте проживания. Он признавался, что Весемир, услышав это имя, посоветовал придумать вариант покороче и менее претенциозный.

Такую методу мне посоветовал мой наставник. Не сразу. Но когда я упорно просил именовать себя Геральтом Роджером Эриком дю Хо-Беллегардом, то Весемир решил, что это смешно, претенциозно и звучит идиотски.
— Крещение огнём, глава 7
Старшие Народы называют Геральта именем Gwynbleidd, что в переводе со Старшей Речи означает «Белый Волк». В Брокилоне Геральта называют просто «Vatt’ghern», что на старшей речи означает «Ведьмак». Люди, встречающие Геральта на улице, зовут его Колдуном или Беловолосым из-за специфического цвета волос. В некоторых местах Геральт известен также под прозвищем «Мясник из Блавикена», приклеившимся к нему после известных событий в городке Блавикен, где ведьмак вынужден был вырезать группу наёмных убийц, чтобы те, в свою очередь, при попустительстве властей не устроили населению города кровавую баню. Свою бездеятельность власти скрыли, объяснив схватку кровожадной натурой Геральта. Если учесть убитую под городом кикимору, чью голову городской совет не захотел оплатить, Геральт там пострадал дважды.

## Компьютерные игры
Геральт из Ривии является главным героем в трилогии компьютерных игр «Ведьмак», «Ведьмак 2: Убийцы королей» и «Ведьмак 3: Дикая Охота», созданных польской студией CD Projekt RED. Действие этих игр происходит после завершения книжного цикла, и они демонстрируют дальнейшие приключения Геральта, несмотря на его предполагаемую смерть в книге «Владычица Озера». В конце книги Цири переместила Геральта и его возлюбленную Йеннифэр на потусторонний «Остров яблонь». В соответствии с сюжетами игр, Геральт вернулся в мир живых, хотя и потерял память; как объясняли игры, Геральта и Йеннифэр на Острове яблонь нашла странствующая между мирами Дикая охота.
В течение игры «Ведьмак 2: Убийцы королей» Геральту удалось полностью восстановить свои утраченные воспоминания и отправиться на поиски Йеннифэр. В течение игр серии Геральт меняется — становится старше и залечивает душевные травмы. По словам актёра озвучивания Дага Кокла, при работе над «Ведьмак» разработчики настаивали, что Геральт не испытывает вообще никаких эмоций; однако ко временам третьей игры отношение разработчиков к персонажу уже было иным: Геральт уже мог проявлять сентиментальность и заботиться о людях вокруг него.
Создатель Геральта Анджей Сапковский заявлял, что считает игры CD Projekt RED «вольной адаптацией» своих произведений, а не продолжением, и говорил «есть только один оригинальный ведьмак — мой, и его у меня никто не отнимет».
Геральт в качестве «гостевого персонажа» появлялся в файтинге Soulcalibur VI японской компании Bandai Namco; его боевой стиль в игре описывался как «смесь фехтования, усиливающих чувства зелий и боевой магии». Геральт не только был включён в игру в качестве бонусного персонажа, но и был помещён на обложку игры вместе с Мицуруги, постоянным героем серии. Похожим образом Геральт вместе с Цири был добавлен как неигровой персонаж-камео в игру Monster Hunter: World компании Capcom, посвящённую охоте на фантастических монстров; в шутер от третьего лица Daemon X Machina, разработанный компанией Marvelous, была добавлена возможность придать игровому персонажу облик Геральта или Цири.

## Кино и телевидение
«Ведьма́к» (пол. Wiedźmin) — польский телесериал, состоящий из 13 серий, являющийся экранизацией сборников рассказов Анджея Сапковского «Последнее желание» и «Меч Предназначения», входящих в цикл «Ведьмак». В главной роли ведьмака Геральта снялся Михал Жебровский. Сериал был выпущен в 2002 году.
Ещё до первого показа сериал был выпущен в виде 130-минутного телефильма, представляющего собой сокращённую версию сериала.
«Дорога без возврата» — художественный, музыкальный фильм 2011—2012 года — экранизация сценической постановки одноимённой рок-оперы созданной симфо-рок группой «ESSE» (Ростов-на-Дону) по мотивам саги «Ведьмак» Анджея Сапковского.
Ведьмак Геральт из Ривии — главный герой рок-оперы «Дорога без возврата» и фильма-мюзикла, снятого на её основе.
Роль ведьмака-Геральта исполнил Вячеслав Майер.
Геральт в опере, как и в книге, ведьмак, рыцарь-мутант, отданный матерью-чародейкой на воспитание в школу ведьмаков (Каэр-Морхен), адепт меча и магии. Создан для борьбы с чудовищами, нечеловечески силён и быстр. Связан узами Предназначения с ребёнком-неожиданностью, носителем гена старшей крови, княжной-Цириллой, и чародейкой Йеннифэр. По сюжету оперы герои спасают мир от хаоса, отвоевывают свободу собственного выбора, однако, цена победы оказывается слишком высока.
В композиции «Геральт» отражён противоречивый и неоднозначный образ Ведьмака. Важной параллелью сцены стала линия отношений с чародейкой — Йеннифэр, и любовь Эсси Давен, первое проявление волшебного дара у Цириллы, и история знакомства Геральта с бардом-Лютиком.
«Ведьма́к» (англ. The Witcher) — американо-польский телесериал Netflix, основанный на одноимённой серии романов Анджея Сапковского, который является креативным консультантом проекта. В роли Геральта в сериале снялся английский актёр Генри Кавилл.
Геральт является эпизодическим персонажем полнометражного мультфильма «Ведьмак: Кошмар волка» (англ. The Witcher: Nightmare of the Wolf).

## Оценки
Геральт был охарактеризован как воплощение «неолиберального антиполитичного» духа польской популярной культуры 1990-х. Он профессионал, выполняющий свои обязанности, и не желает участвовать в «мелкой суете» современной политики.
Геральта также сравнивали с популярным героем Реймонда Чандлера детективом Филипом Марлоу.
Михаил Попов, автор журнала «Мир фантастики», в своём шуточном «рейтинге самых главных героев фэнтези» поместил Геральта на седьмое место своего списка, в качестве самой его запоминающейся особенности указав на зависимость героя от зелий, охарактеризовав её как наркотическую. Он также обратил внимание на поверхностное сходство Геральта с Леголасом. В другом подобном «рейтинге», посвящённом влюблённым парам в фэнтези, он поместил Геральта и Йеннифэр на пятое место. В его пересказе сюжет звучит как «нравоучительные истории про доброго наркомана и циничную стерву, удочеривших маленькую боевую лесбиянку», а в резюме он пишет, что «нездоровый образ жизни и магия — пикантное сочетание, превращающее Геральта и Йеннифэр из обычных роковых любовников в нечто самобытное и запоминающееся».
В 2018 году польский журнал Tygodnik Powszechny объявил Геральта «самым знаменитым в мире поляком» и поместил вымышленного персонажа на обложку очередного номера; свой выбор редакция объяснила тем, что «Ведьмак» стал «первым польским суперпродуктом», сравнимым со «Звёздными войнами».